# Martin Djetou
Martin Djetou (ur. 15 grudnia 1974 w Brogohla, Wybrzeże Kości Słoniowej) – francuski piłkarz grający na pozycji obrońcy.